# Ovi
Ovi eller Ovi by Nokia (från finska ovi: dörr) var 2007–2012 ett varumärke för mobiltelefontillverkaren Nokias internetbaserade tjänster med tillhörande webbportal och onlinebutik.
Ovi-tjänsterna kunde nås från en mobiltelefon, från en persondator (genom programvaran Ovi Suite) eller via webben. Nokia fokuserade på fem typer av tjänster: spel, kartor, media, meddelandetjänster och musik. Ett mål var att inkludera tjänster från tredje part, såsom mobiloperatörer och Yahoos Flickr. Med tillkännagivandet av Ovi Maps Player API började tjänsterna utvecklas mot en plattform där tredjepartsutvecklare kunde bygga vidare på Nokias tjänster.
Ovi tillkännagavs första gången 29 augusti 2007 på mässan Go Play i London och var ett försök av Nokia att bryta sig in segmentet internetbaserade tjänster och applikationer. Till en början var tjänsterna tillgängliga på Nokias egna mobiler med internetåtkomst, särskilt smartmobiler baserade på Series 60, samt via persondatorer och via webben. Under sin livstid mötte tjänsterna stark konkurrens, särskilt från Apples App Store.
16 maj 2011 tillkännagav Nokia att de skulle lägga ned varumärket Ovi och att tjänsterna fortsättningsvis skulle tillhandahållas under varumärket Nokia och att övergången skulle pågå även under år 2012.
Merparten av tjänsterna stängdes sedan eller integrerades i Microsofts tjänster efter att Microsoft köpt upp Nokias verksamhet med mobiltelefoner och tjänster 2014.